# Nessa Barrett
Janesa Jaida Barrett, detta Nessa (Galloway Township, 6 agosto 2002), è una cantante statunitense.

## Biografia
Di origini portoricane, si è fatta conoscere caricando contenuti su TikTok; è stata così notata dalla Warner, che le ha offerto un contratto. La Di Die (2021), certificato oro dalla Music Canada e Recording Industry Association of America, è divenuto uno dei principali successi radiofonici nella Federazione Russa degli anni venti. Nello stesso anno si è guadagnata la nomination per la star dei social agli iHeartRadio Music Awards 2021.
I Hope Ur Miserable Until Ur Dead, anch'esso oro sia in Canada che in patria, ha segnato la sua prima entrata nella Canadian Hot 100 e nella Billboard Hot 100; si tratta del singolo d'apertura dell'EP d'esordio, intitolato Pretty Poison e uscito nel settembre 2021. Barrett è stata candidata per un riconoscimento sia agli MTV Video Music Awards che agli MTV Europe Music Awards.
Nell'ottobre 2022 è avvenuta la pubblicazione del suo primo album in studio Young Forever, entrato in diverse classifiche nazionali, tra cui la Billboard 200, la Canadian Albums e l'Official Albums Chart. È stato promosso dalla tournée omonima e dall'estratto Die First, che ha accumulato 540 000 unità certificate.
Aftercare, il suo secondo LP, è stato presentato il 15 novembre 2024, è stato supportato dal tour musicale omonimo e da una versione deluxe contenente sei tracce aggiuntive; in questo modo, ha raggiunto la top 100 nazionale.

## Discografia

### Album in studio
- 2022 – Young Forever
- 2024 – Aftercare

### EP
- 2021 – Pretty Poison
- 2023 – Hell Is a Teenage Girl

### Singoli
- 2020 – Pain
- 2020 – If U Love Me
- 2021 – La Di Die (feat. Jxdn)
- 2021 – I'm Dead (feat. Jxdn)
- 2021 – Counting Crimes
- 2021 – I Hope Ur Miserable Until Ur Dead
- 2022 – Dying on the Inside
- 2022 – Die First
- 2022 – Madhouse
- 2022 – Tired of California
- 2023 – Bang Bang!
- 2023 – American Jesus
- 2023 – Lie
- 2023 – Sick of Myself (con Whethan)
- 2023 – Club Heaven
- 2023 – Girl in New York
- 2024 – Passenger Princess
- 2024 – Dirty Little Secret
- 2024 – Disco (feat. Tommy Genesis)
- 2025 – Pornstar
- 2025 – Does God Cry?
- 2025 – Love Looks Pretty on You

## Tournée
- 2023 – Young Forever Tour
- 2023 – Church Club for the Lonely Tour
- 2025 – Aftercare World Tour